# RENAR
Die Asociația de Acreditare din România (RENAR) ist eine rumänische Organisation. Sie wurde als gemeinnützige Nichtregierungsorganisation aufgrund der Bestimmung des Gesetzes 21/1924 gegründet. 1990 wurde ihr Bestehen bestätigt. Nach OG 23/2009 ist sie die rumänische Akkreditierungsstelle nach der Europäischen Verordnung Nr. 765/2008 unter Aufsicht des Ministeriums für Wirtschaft, Handel und wirtschaftliche Umwelt.
Die Hauptaufgabe der RENAR besteht in der Akkreditierung von Einrichtungen, die im Bereich Laborprüfungen, -Inspektionen, Kalibrierung und Zertifizierung tätig sind. Sie orientiert sich dabei an ISO- und EN-Normen. Außerdem ist sie für die Akkreditierung von Laboratorien für Humananalysen nach ISO 151789/2007 zuständig, die für die Aufnahme in das öffentliche Krankenversicherungssystem notwendig sind. Dieses Monopol ist in Europa einzigartig.